# Natrolita
La natrolita es un mineral del grupo de los Silicatos, subgrupo Tectosilicatos y dentro de ellas pertenece a las llamadas zeolitas. Es un aluminosilicato de sodio, dimorfo con el mineral gonnardita, que tiene la misma composición química que la natrolita pero cristaliza en el sistema tetragonal. Sus asociaciones de cristales aciculares blancos radiantes no son exclusivos de la natrolita, pero es un distintivo de este mineral.
La estructura cristalina de la natrolita es la de una zeolita con una red cristalina muy abierta, que permite el paso a través del cristal de moléculas de agua y grandes iones. Por ello este mineral absorbe ávidamente agua a partir de la humedad atmosférica. Su estructura consiste en tetraedros de silicato alineados en una dirección, lo que le da el hábito fibroso y acicular. 
La natrolita es común y popular, y fue descubierta en 1803 en Singen (Baden-Württemberg) y descrita Martin Heinrich Klaproth  y nombrada a partir de la palabra griega natron, que significa sodio, en alusión a su contenido en este metal, y litos, que significa piedra. Sinónimos muy poco usados en español son apoanalcita, cockalita, crocalita, epinatrolita y lehuntita.

## Ambiente de formación

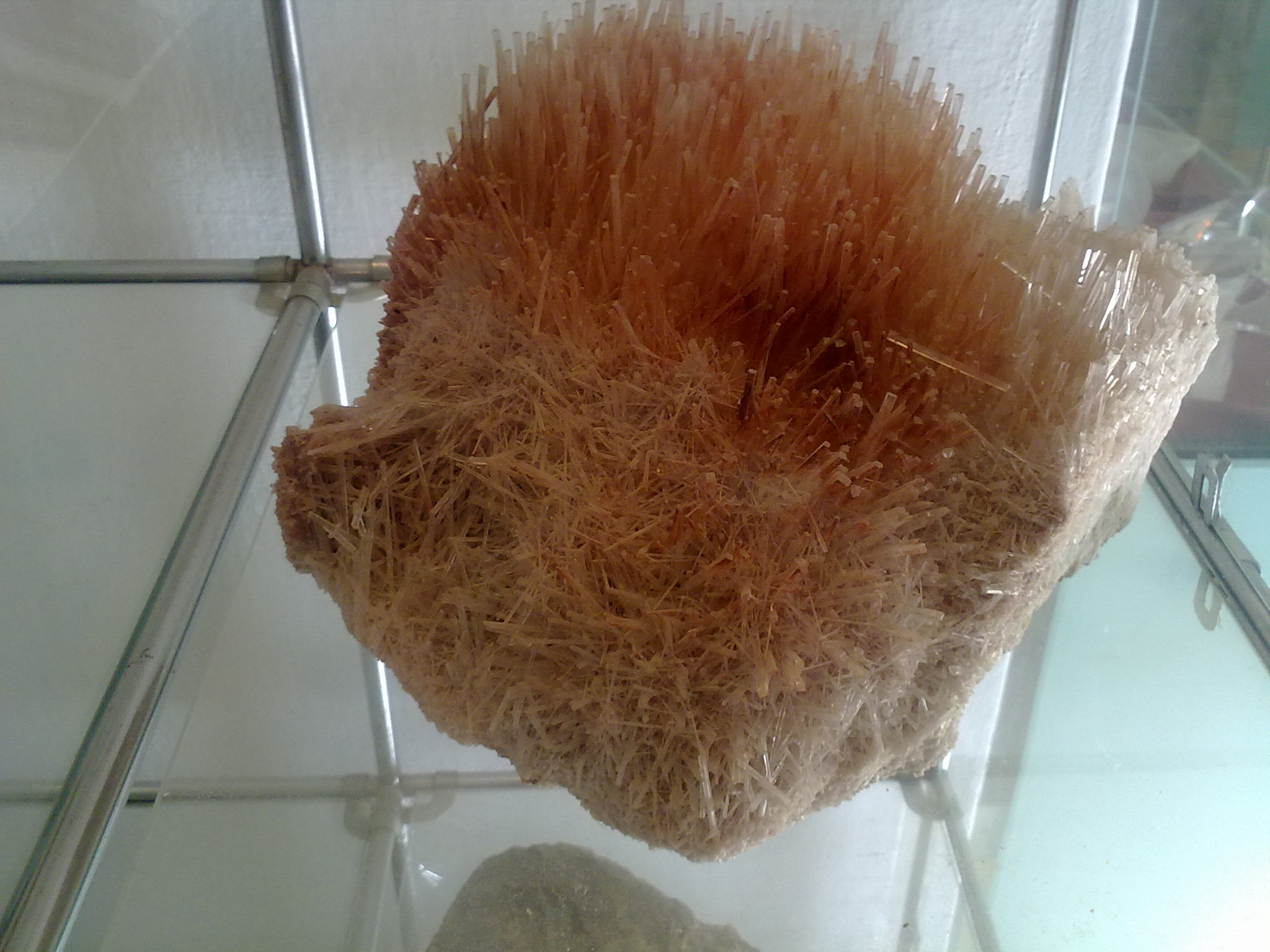
Natrolita hallada entre las provincias de San Juan y La Rioja, Argentina.

Aparece rellenado cavidades dentro del basalto y de otras lavas, así como en otras rocas asociadas a estas. También se puede presentar como producto de alteración de otros minerales.
La natrolita (zeolita de sodio) suele tener como minerales asociados la escolecita (zeolita de calcio) y la mesolita (zeolita de sodio y calcio), que con mucha frecuencia se encuentran juntos, casi indistinguibles pues los tres tienen el mismo hábito cristalino. La presencia de calcio en dos de estos minerales hace que la estructura sea algo distinta a la de la natrolita, de forma que en vez de tener sistema ortorrómbico adquiere un sistema monoclínico. Sin embargo, cuando se forman maclas de escolecita y mesolita les hace parecer a éstas ortorrómbicas. Por ello, las tres zeolitas en conjunto son difíciles de diferenciar hasta para los expertos y se conocen con el nombre genérico de zeolitas en aguja.
Aparte de las otras zeolitas mencionadas, también es frecuente encontrarla asociada a cuarzo, apofilita, benitoíta, heulandita o estilbita, aumentando con sus agujas la belleza de todas estas.

## Localización, extracción y uso
Es un bello mineral, tanto en especímenes aislados como acompañando a otros minerales asociados a ella, siendo por esto de gran interés coleccionístico.
Se ha localizado en cantidades notables en Poona (India), California y Nueva Jersey (Estados Unidos) o Nueva Escocia y Asbestos (Canadá) donde se encontraron cristales de hasta un metro de longitud.